# Sadik Mujkič
Sadik Mujkič, slovenski veslač, * 29. februar 1968, Jesenice. 
Mujkič je dvakratni prejemnik bronaste olimpijske medalje. Prvo je osvojil v dvojcu brez krmarja na Poletnih olimpijskih igrah 1988 v Seulu, drugo pa na Poletnih olimpijskih igrah 1992 v Barceloni v četvercu brez krmarja. Svoje znanje iz bogate veslaške kariere pa prenaša tudi na najmlajše veslače začetnike. 
Leta 2024 je bil sprejet v Hram slovenskih športnih junakov.